# Aleksander Wielopolski
Aleksander Wielopolski, armoiries Starykoń, né le 13 mars 1803 à Sędziejowice et mort le  30 décembre 1877 à Dresde, est un aristocrate polonais, le 13e ordynat de Pińczów, homme politique conservateur, favorable à une politique d’entente avec la Russie, chef de l’administration civile polonaise de mars 1861 à juin 1863. Dans un climat social électrique, sa décision d'enrôler de force la jeunesse polonaise dans l'armée tsariste est une étincelle qui déclenche une insurrection générale en janvier 1863.

## Biographie
Issu de la vieille noblesse polonaise, fils de Józef Wielopolski et Eleonora Wielopolska née Dembińska, Aleksander Wielopolski est né en 1803 à Sędziejowice, dans la seule famille polonaise avec le titre de margrave. Il étudie à l'Académie de la reine Thérèse à Vienne, une école qui forme les futurs fonctionnaires, puis il reçoit une formation juridique et économique à l'université de Paris. Il poursuit ses études à l'université de Göttingen où en 1829 il obtient un doctorat en philosophie.
Il participe à l'insurrection polonaise de novembre 1830, en tant que diplomate proche du prince Adam Czartoryski et il est envoyé en mission à Londres.
Marqué par les atrocités de la jacquerie galicienne de 1846, Wielopolski publie de manière anonyme, en français et en allemand, Une lettre d'un noble polonais au prince Metternich dans laquelle il accuse le chancelier et la bureaucratie autrichienne d'avoir encouragé les paysans à attaquer les propriétaires fonciers et la noblesse terrienne. Il y prône également une politique de coopération et de réconciliation avec la Russie et l'abandon des aspirations nationales polonaises au profit de l'unification des peuples slaves sous le sceptre du tsar.
La défaite de la Russie dans la guerre de Crimée de 1853–56 et l’avènement du tsar Alexandre II font naître en Pologne des espoirs d'une politique libérale. Wielopolski soumet au gouverneur du royaume de Pologne, Mikhail Gorchakov, des notes dans lesquelles il propose des réformes dans un esprit conservateur et conciliant. Il se distancie de la majorité de l'aristocratie et de la noblesse polonaise réunies autour du comte Andrzej Zamoyski et de sa Société agricole. Contrairement aux conservateurs polonais en exil rassemblés derrière le prince Czartoryski Wielopolski n'a aucune illusion sur l'aide de l'Occident aux Polonais.
Ses concepts trouvent l'acceptation à Saint-Pétersbourg, qui y voit une occasion de mettre fin aux manifestations patriotiques et à la vague d'agitation qui secouent le royaume de Pologne depuis 1860. Les défilés tournent à la confrontation et l'armée du tsar tire sur la foule. Face à cette violence, la société polonaise se radicalise.
En mars 1861, Wielopolski est nommé directeur de la Commission gouvernementale des confessions religieuses et de l'instruction publique du royaume de Pologne. Quelques jours plus tard, à son initiative, la Société agricole puis la Délégation des représentants de la ville de Varsovie, qui se constitue spontanément afin de maintenir l'ordre public dans la capitale, sont dissoutes. Ce qui entraine une vague de nouvelles protestations qui culminent par un massacre sur la place du Château de Varsovie le 8 avril 1861.
De septembre à novembre 1861, Wielopolski occupe également le poste de directeur de la Commission gouvernementale de la justice, mais il démissionne de ses fonctions en raison de ses désaccords avec le gouverneur, le général Nikolaï Soukhozanet. Il part ensuite, pour plusieurs mois, à Saint-Pétersbourg pour convaincre les cercles gouvernementaux de la nécessité de résoudre la question polonaise par des moyens politiques et non militaires.
Le 8 juin 1862, le tsar Alexandre II le nomme à la tête du gouvernement civil du royaume de Pologne. Il est alors l'initiateur des décrets tsaristes sur la substitution de la corvée par des règlements en espèces (1861), sur le passage obligatoire du système de la corvée à celui du loyer (1862) et sur l'égalité juridique pour les Juifs (1862) . Il réorganise et polonise l'administration. Il introduit des institutions de gouvernance locale : le Conseil d'État (dont il est vice-président dans les années 1861-1863), les conseils municipaux et les conseils au niveau des powiats et des gouvernements. La réforme de l'éducation aboutit à la création de l'École centrale de Varsovie, l’université de Varsovie étant fermée par les autorités tsaristes après l’insurrection de novembre 1831. Mais ces réformes, qui améliorent considérablement la situation des Polonais dans le royaume de Pologne, ne lui apportent pas de soutien populaire. Dans le climat social très tendu, on s'attend à plus.
En mettant en œuvre ses idées, Wielopolski ne tient pas compte de l'opinion de la société polonaise et par conséquent il est très isolé. Il est particulièrement combattu par le camp politique des Rouges qui vont jusqu'à organiser deux attentats contre lui. Afin de se débarrasser de la jeunesse radicale et mettre terme aux organisations patriotiques clandestines, Wielopolski ordonne en janvier 1863 une conscription extraordinaire. Ce recrutement forcé de jeunes Polonais dans l'armée russe devient la cause directe de l'insurrection qui embrase le pays dans les années 1863-1864.
Les combats des insurgés, et surtout le soutien que leur apporte le camp des conservateurs, les Blancs, font perdre à Wielopolski le reste de son autorité, également aux yeux du régime tsariste. Il est congédié le 24 juin 1863, puis démis de toutes ses fonctions et remplacé par le comte Berg. À la politique de conciliation, symbolisée par Wielopolski, succède une politique de terreur qui correspond au sommet de l’activité des « tribunaux révolutionnaires ».
Wielopolski passe ses dernières années gravement malade à Dresde. Il est enterré dans l'église de Młodzawy Małe dans son domaine de Pińczów.